# فخر الملك
فَخْرُ المُلك أَبُو الفَتْح عَلِيُّ بْنُ نِظَامِ المُلك الطُوسِي (436هـ - 500هـ / 1042م - 1106م)، هو بيروقراطيً فارسي شَغل منصب وزير السلطان السلجوقي بيركياروق (حكم 1092–1105) من 1095 إلى 1099، وبعد ذلك وزيرًا للأمير السجلوقي وحاكم خراسان، أحمد سنجر من 1101 إلى 1106. كان الابن الأكبر للوزير السلجوقي البارز نظام الملك. 

## سيرته
عندما اعتلى بركياروق العرش، انطلق معه للذهاب إلى أصفهان. ومع ذلك ، قبض عليه رجال تركان خاتون في الطريق، وبعد فترة هرب وذهب إلى همدان. حيث كان يحكم همدان تتش عم بركياروق. عين تتش فخر المُلك وزيراً، وبعد أن خسر تتش معركته ضد بركياروق، تم أسره وإطلاق سراحه فيما بعد. عمل على إطاحة أخيه الوزير مؤيد الملك من منصب الوزير، وسجنه من خلال تقديم الهدايا للسلطان بركياروق، ثم تم إحضاره إلى الوزارة في عام 1095، ثم فُصِل بعد ما يقرب عام في هذا المنصب. واصل العيش في نيسابور إلى أن تم إستدعاءه وزيراً من قبل أحمد سنجر في عام 1106، وقُتِل في نفس العام.

### التنافس على الوزارة
كان تنافس أبناء نظام الملك على الوزارة في عهد السلطان بركياروق سبباً في انقسام السلاجقة، وقيام المنازعات بين أبناء السلطان ملكشاه فعمد السلطان بركياروق إلى مكافئة النظامية على مساندتهم له في توليته السلطنة، فاتخذ عز الملك الحسن بن نظام الملك وزيراً، ثم عزله بعد فترة قصيرة لأنه لم يكن مؤهلاً للوزارة، واستوزر بدلاً منه أخاه مؤيد الملك عبيد الله بن نظام الملك. وكان فخر المُلك يتطلع أيضاً إلى وزارة السلطان بركياروق، فلمّا عَلِمَ بتنكر والدة السلطان لأخيه، أراد أن يستفيد من ذلك، فأرسل للسلطان ووالدته يطلب الوزارة، وتعهد بدفع مبلغ كبير من المال لقاء ذلك، فأُجيب إلى طلبه، وعزل أخوه مؤيد الملك من الوزارة وقبض عليه، وخلفه فخر الملك في سنة (488 هجري). على أن مؤيد الملك بن نظام الملك ما لبث بعد خر وجه من الاعتقال أن عمل على الانتقام من السلطان بركياروق ووالدته زبيدة خاتون، فسار في سنة (492 هجري)، إلى الأمير السلجوقي إنَر، حاكم بلاد الجبال، وأقنعه بالخروج على طاعة السلطان، وخوفه من مجد الملك البلاساني، كاتب زبيدة خاتون. فسار إنَر على رأس جيش كبير إلى الريّ، وطالب السلطان بتسليم جد الملك إليه، فعزم السلطان بركياروق على الخروج لمُحاربته، لكن إِنَر أغتيل في تلك الأثناء، ثم استقر رأي مؤيد الملك بن نظام الملك على المسير إلى محمد بن ملكشاه حيث أشار عليه بطلب السلطنة وانتزاعها من أخيه بركياروق، فاستجاب لإغرائه، وقطع خطبة بركياروق من بلاد أران وأعماها، وأقام الخطبة لنفسه، واستوزر مؤيد الملك.

## مقتله
تقدم إليه شاباً من الباطنية وهو يتظلم وفي يده رقعة وبينما كان يقرؤها الوزير وثب عليه ذلك الشاب بخنجر كان معه وقتله، وكان ذلك 500هـ.